# Euphaedra permixtum
Euphaedra permixtum är en fjärilsart som beskrevs av Butler 1873. Euphaedra permixtum ingår i släktet Euphaedra och familjen praktfjärilar. Inga underarter finns listade i Catalogue of Life.